# Prionomelia cryptapheles
Prionomelia cryptapheles là một loài bướm đêm trong họ Geometridae.